# Dexipposz (filozófus)

Dexipposz (4. század) görög filozófus.
Iamblikhosz tanítványa volt, életéről semmit sem tudunk. Munkásságából mindössze az Arisztotelész „Kategóriák” című művéhez írott magyarázatai maradtak fenn, melyben Dexipposz, aki maga is az újplatónikus iskolához tartozik, megvédelmezi Arisztotelész kategóriáit Plótinosz kifogásai ellen.